# Джордж Мортімер Пульман
Джордж Мортімер Пульман (англ. George Mortimer Pullman; 1831—1897) — американський винахідник і промисловець, засновник компанії «Пульман», яка займалася будівництвом вагонів для залізниці.

## Біографія
Джордж Пульман народився 3 березня 1831 року в селі Броктон, в штаті Нью-Йорк.
У 1867 році компанія «Пульман» розпочала серійне виробництво спальних вагонів. У тому ж році компанією було виготовлено перший вагон-ресторан.

## Цікаві факти
- Для розв'язання проблеми з кадрами Джордж Пульман заснував у Чикаго територію для компактного проживання робітників, яку назвали Пульман-тауном. 1880 року Джордж Пульман купив 4 тис. акрів землі неподалік від Чикаго і почав будувати місто для власних працівників — місто Пульмана, де зосередилося все основне виробництво капіталіста. Усвідомлюючи, що його власне процвітання залежить від робочого класу — Пульман розумів, наскільки важливо забезпечити робочим комфортне існування, стабільність і можливість освіти. На те, щоб створити місто Пульмана, було витрачено 8 мільйонів доларів, сума нечувана для цих часів. Були зведені акуратні типові будиночки для робітників і більш солідні будинки для інженерів і управлінців. Були побудовані школи, церкви, театр, бібліотеки, банки, магазини, був облаштований парк, були проведені сучасні системи водопостачання, каналізації та опалення. В цьому місті жили тільки ті, хто працював на Пульмана, і їх сім'ї. Для самого Пульмана і заїжджих гостей в місті був побудований готель, який мав ім'я дочки магната — Флоренс. Все тут належало фірмі — всі приміщення, навіть церква, здавалися в оренду. Плата за житло і комунальні послуги віднімалася з зарплати працівників. Контролював місто особисто Джордж Мортімер Пульман. Пульман-таун можна вважати прообразом соціального проєкту.
- У 1893—1894  році в США вибухнула економічна криза. Унаслідок кризи попит на вагони Пульмана впав, відповідно, знизилася їх виробництво, за цим відбулося скорочення штатів, а працівникам, котрі залишилися, на 25-30 відсотків знизили заробітну платню. Однак Пульман-орендодавець не знижував плату за житло. Робітники його заводів почали страйк, а потім і вийшли на вулицю на демонстрацію. Вона також знана як Страйк Пульмана. Поліція спробувала розігнати цю демонстрацію, в травні 1894 року справа дійшла до кровопролиття. В знак підтримки жертв 1 травня 1894 року через деякий час став відзначатися День праці. У СРСР цей день відзначали під назвою «День міжнародної солідарності трудящих».